# Jupiler

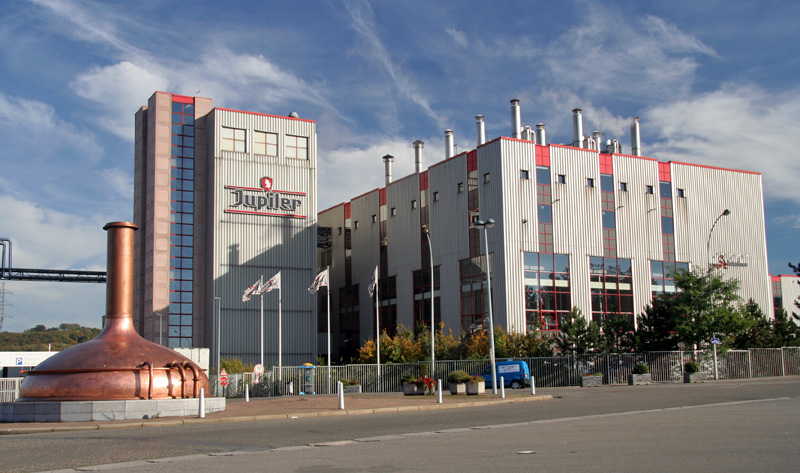
Jupilers bryggeri i Liège, Belgien.

Jupiler är ett ljust lageröl som har sitt ursprung och bryggs i staden Liège i Belgien. Jupiler tillsammans med Stella-Artois, är det vanligast förekommande lagerölet i Belgien.